# Ваља Поениј (Бистрица-Насауд)
Ваља Поениј (рум. Valea Poenii) насеље је у Румунији у округу Бистрица-Насауд у општини Ливезиле. Oпштина се налази на надморској висини од 443 m.

## Становништво
Према подацима из 2002. године у насељу је живело 169 становника.

### Попис2002.
| Расподела становништва по националности 2002.‍ | Расподела становништва по националности 2002.‍ | Расподела становништва по националности 2002.‍ | Расподела становништва по националности 2002.‍ | Расподела становништва по националности 2002.‍ |
| --------------------------------------------- | --------------------------------------------- | --------------------------------------------- | --------------------------------------------- | --------------------------------------------- |
|                                               |                                               |                                               |                                               |                                               |
| Румуни                                        | Румуни                                        |                                               | 139                                           | 82,2%                                         |
| Роми                                          | Роми                                          |                                               | 30                                            | 17,8%                                         |